# Krummes Häuschen

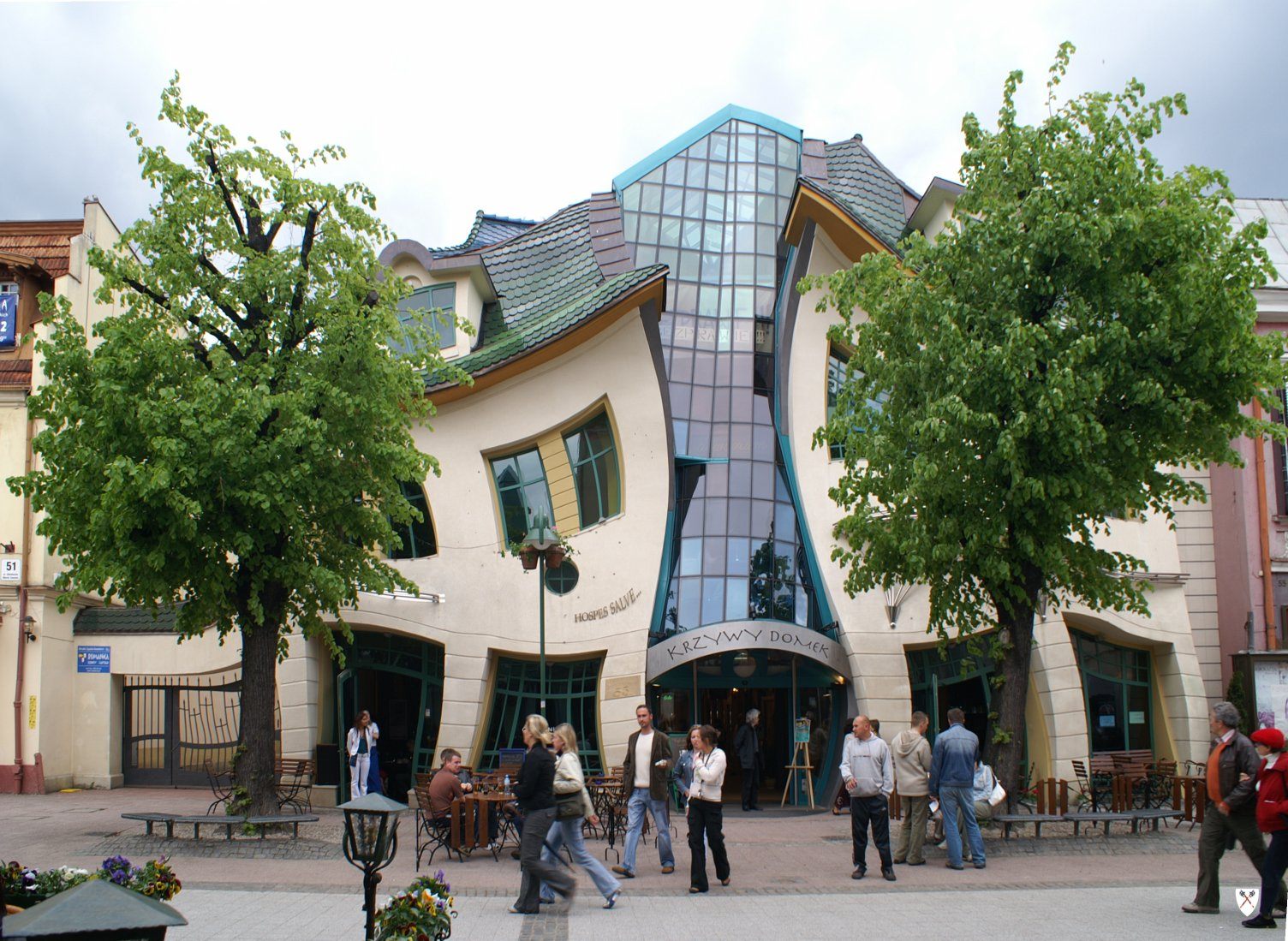
Das Krumme Häuschen

Das Krumme Häuschen (poln. Krzywy Domek) wurde 2004 in Sopot in Polen an der Bohaterów-Monte-Cassino-Straße 53 nach einem Entwurf der Architekten Szotyński und Zaleski errichtet. Die Architekten wurden von den bizarren Zeichnungen von Jan Marcin Szancer und Per Dahlberg inspiriert.
Die Nutzfläche des Gebäudes beträgt etwa 4000 m². Das Objekt bildet einen Teil des „Rezydent“-Handelszentrums. Im Erdgeschoss befinden sich Verkaufsräume, ein Restaurant sowie eine Spielhalle. Das Haus ist auch Sitz des Radios RMF FM.
Das Haus kann entweder von der Monte-Cassino-Straße oder der Morska-Straße aus betreten werden. Ein ähnliches Gebäude ist das Tanzende Haus in der tschechischen Hauptstadt Prag.